# Cortile (film 1930)
Cortile è un film del 1930 diretto da Carlo Campogalliani e interpretato da Ettore Petrolini.
Fu il primo dei quattro film che Petrolini girò nel 1930 e l'unico di carattere drammatico.
Arrivò nelle sale nel febbraio del 1931.

## Trama
La storia narra il girovagare di un mendicante cieco per strade e cortili; l'uomo va alla ricerca di una ragazza, di cui si è innamorato, perché essa gli doni un bacio.

## La critica
Scrive Raoul Quattrocchi nelle pagine del giornale Kines dell'8 febbraio 1931: «Dei due lavori Cortile è il più riuscito, vi sono scorci indovinati, inquadrature felici e un'ottima interpretazione di Petrolini e della Paola. Ma l'essenza del lavoro tutta finezze e sfumature verbali è andata completamente perduta. E poi la parola sullo schermo deve essere un mezzo, mai uno scopo.»